# Mohamed ibn Youssef Sanoussi
Pour les articles homonymes, voir Sanussi.
 (février 2018).
Si vous disposez d'ouvrages ou d'articles de référence ou si vous connaissez des sites web de qualité traitant du thème abordé ici, merci de compléter l'article en donnant les références utiles à sa vérifiabilité et en les liant à la section « Notes et références ».
Mohamed ibn Youssef Sanoussi (en arabe : سيدي محمد بن يوسف السنوسي, en tamazight : ⵎⵓⵃⵎⵎⴷ ⵓ ⵢⵓⵙⵙⴼ ⵍⵙⴰⵏⵓⵙⵙⵉ), est un théologien de l'école acharite né en 1426 (830 de l'hégire) à Beni Snous (Royaume zianide de Tlemcen), mort à Tlemcen en Algérie en 895 de l'hégire de l'année 1490.
Auteur de nombreux ouvrages théologiques, il se distingue (contrairement à Averroès et al-Ghazali) par une conception démocratique et rationnelle de la théologie.
Cette conception non élitiste et à visée pratique explique son succès : son œuvre, depuis des siècles, rencontre un grand succès populaire en Afrique du Nord, en Afrique noire et au Moyen-Orient.
Il est aussi connu pour trois livres/traités de foi mineure (Aqida Çoghra), sous-mineure (Aqida Wusta) et majeure (Aqida Kobra).

## Pensées
L'objectif de Sanoussi est de proposer des réflexions théologiques accessibles à tous.
Ainsi, non seulement la doctrine d'Achari est démonstrative (et pas seulement dialectique), mais en outre elle s'adresse à tout homme doué d'un minimum de raison. Elle n'est pas réservée à une petite élite. Son rôle est de fonder par la preuve une foi et une pratique vivantes.

## Œuvres
En français :
- Petite Traité de théologie musulmane, Fontana, 1890[3].
- Les Prolégomènes théologiques, texte arabe et traduction, id., 1908.